# Bunchū
Bunchū (japanisch 文中) ist eine japanische Ära (Nengō) von Oktober 1372 bis Juni 1375 nach dem gregorianischen Kalender. Der vorhergehende Äraname ist Shōhei, die nachfolgende Ära heißt Tenju. Die Ära fällt in die Regierungszeit des Kaisers (Tennō) Chōkei.
Der erste Tag der Bunchū-Ära entspricht dem 30. Oktober 1372, der letzte Tag war der 25. Juni 1375. Die Bunchū-Ära dauerte vier Jahre oder 969 Tage.

## Ereignisse
- 1374 Die kaiserliche Residenz in Yoshino (吉野行宮) brennt nieder